# Musée d'Art islamique de Doha
Le musée d'Art islamique de Doha (arabe : متحف الفن الإسلامي) est le plus grand musée de Doha, au Qatar, devant le musée national du Qatar. Le musée d’art islamique dispose d’une collection d’œuvres d’art islamique allant du VIIe siècle au XIXe siècle. Le musée a été inauguré le 22 novembre 2008.

## Historique

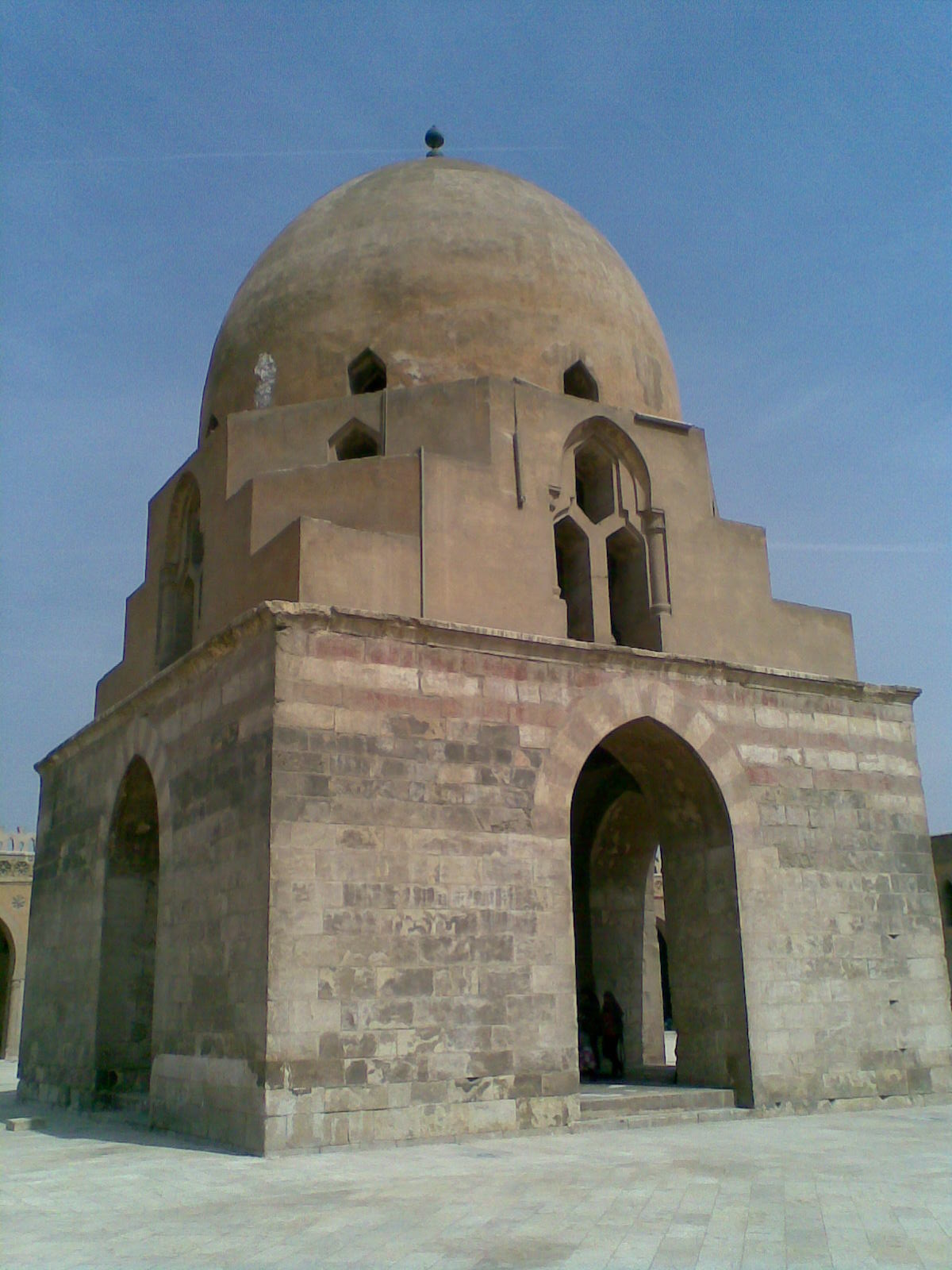
Mosquée Ibn Touloun du Caire, dont Ieoh Ming Pei s'est inspiré pour la construction du musée

Il est l’œuvre de l’architecte Ieoh Ming Pei, et, pour l'aménagement intérieur, de Jean-Michel Wilmotte. Il est inauguré le 22 novembre 2008.
La construction du musée a coûté plus de 350 millions de dollars. Le bâtiment repose sur une île artificielle dans la baie de Doha, et est protégé par une jetée circulaire. Pour la conception, Ieoh Ming Pei s'est notamment inspiré de la mosquée Ibn Touloun du Caire. Le musée est considéré comme une réussite en termes de fréquentation et de rayonnement.

## Description
Deux étages sont consacrés aux expositions permanentes et un étage aux expositions temporaires. Au deuxième et troisième étage, les salles d'exposition sont formées en U pour privilégier la pénombre et la mise en scène théâtrale. Le musée expose 800 pièces couvrant une période de 1 300 ans, mais la collection permanente de l'institution dispose d'un peu plus de 4 000 objets réunis depuis les années 1990, issus de territoires allant de l'Espagne aux Indes, du VIIe siècle au XIXe siècle. Il s'agit d'une des plus implorantes collections d'art islamique dans le monde.

Quelques œuvres du musée
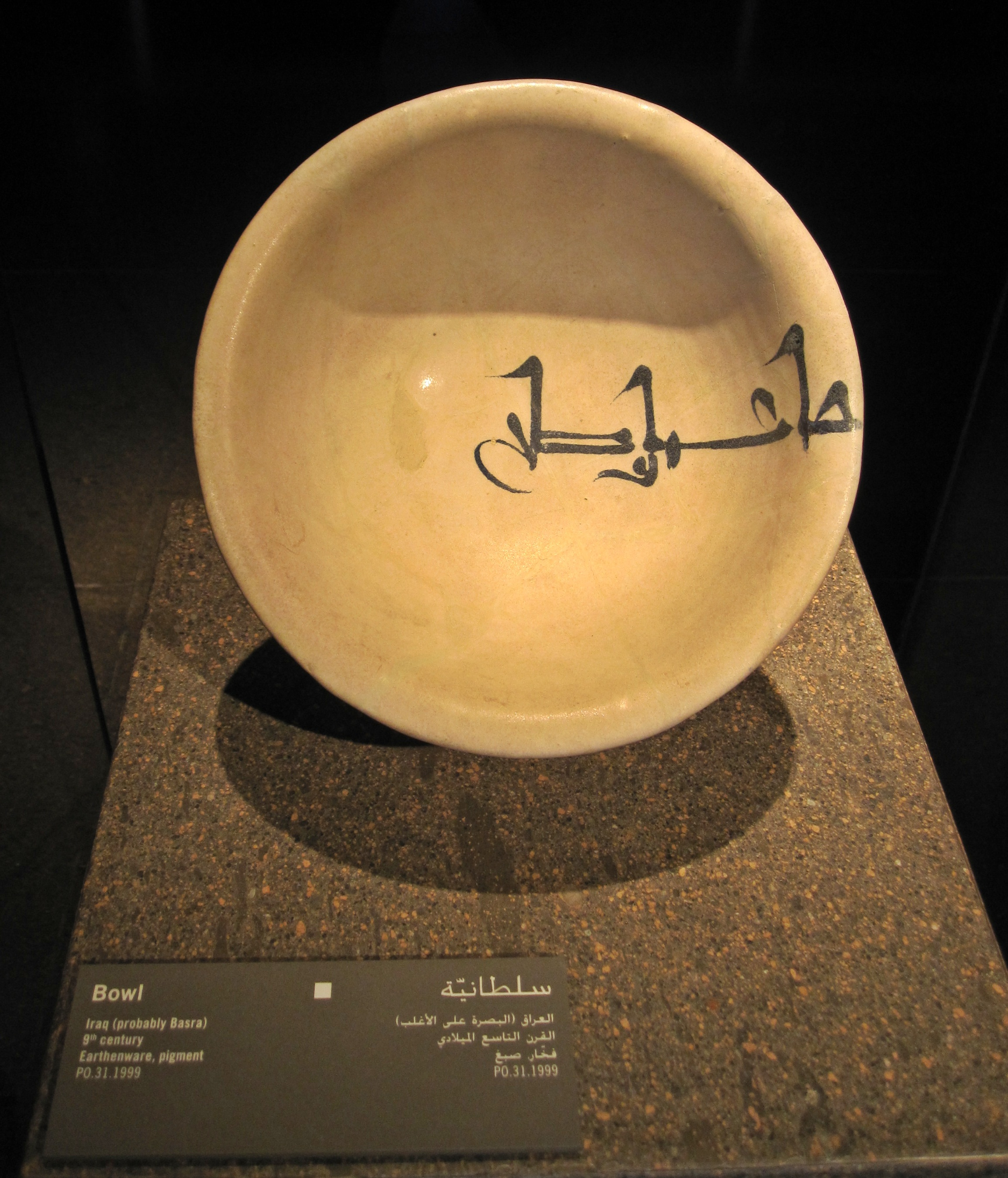
Coupe, Irak, IXe siècle, céramique à décor peint en bleu de cobalt[6].
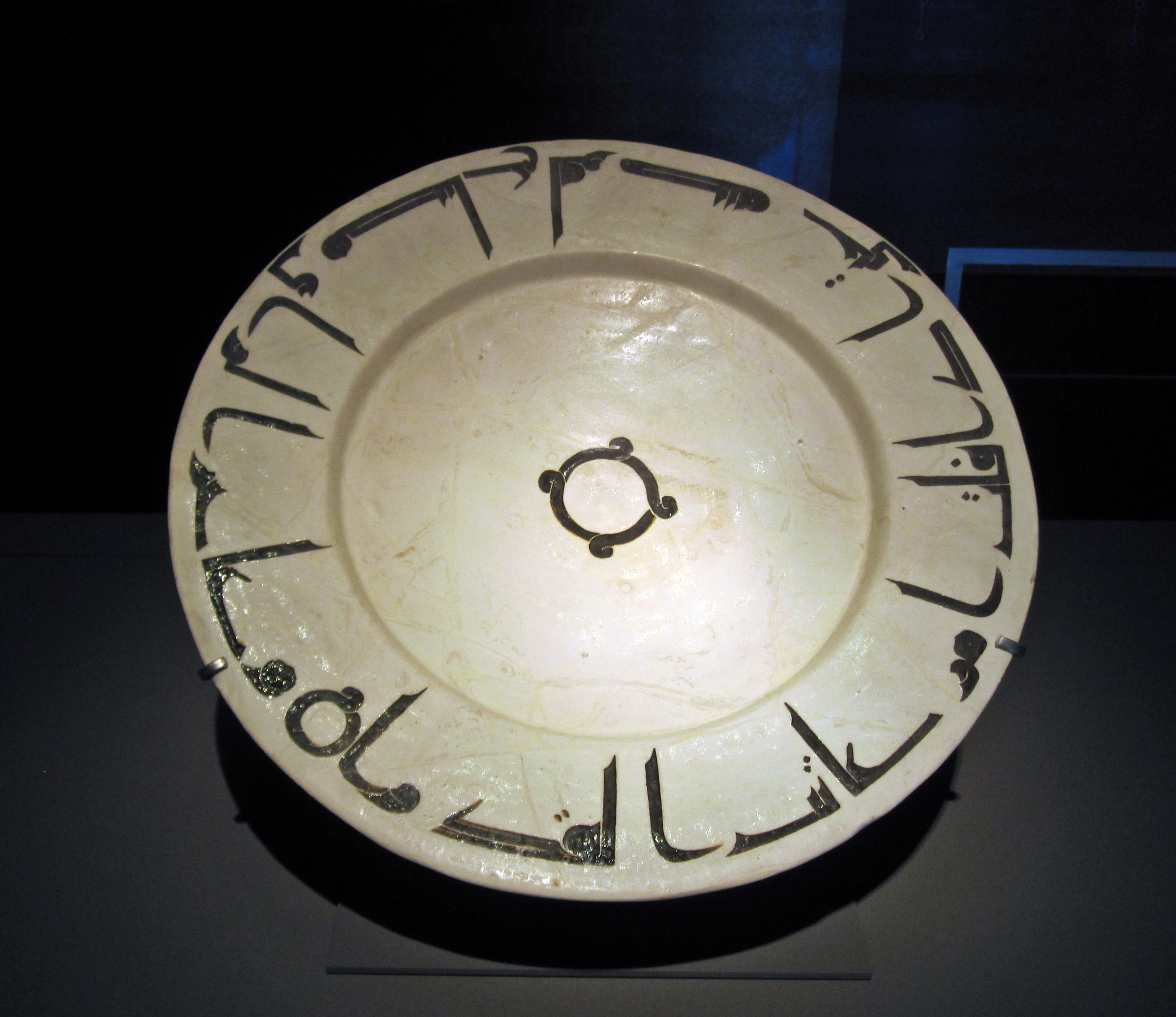
Plat, Nichapur ou Samarcande, Xe siècle, céramique argileuse, engobe blanc et décor sous glaçure transparente[7].
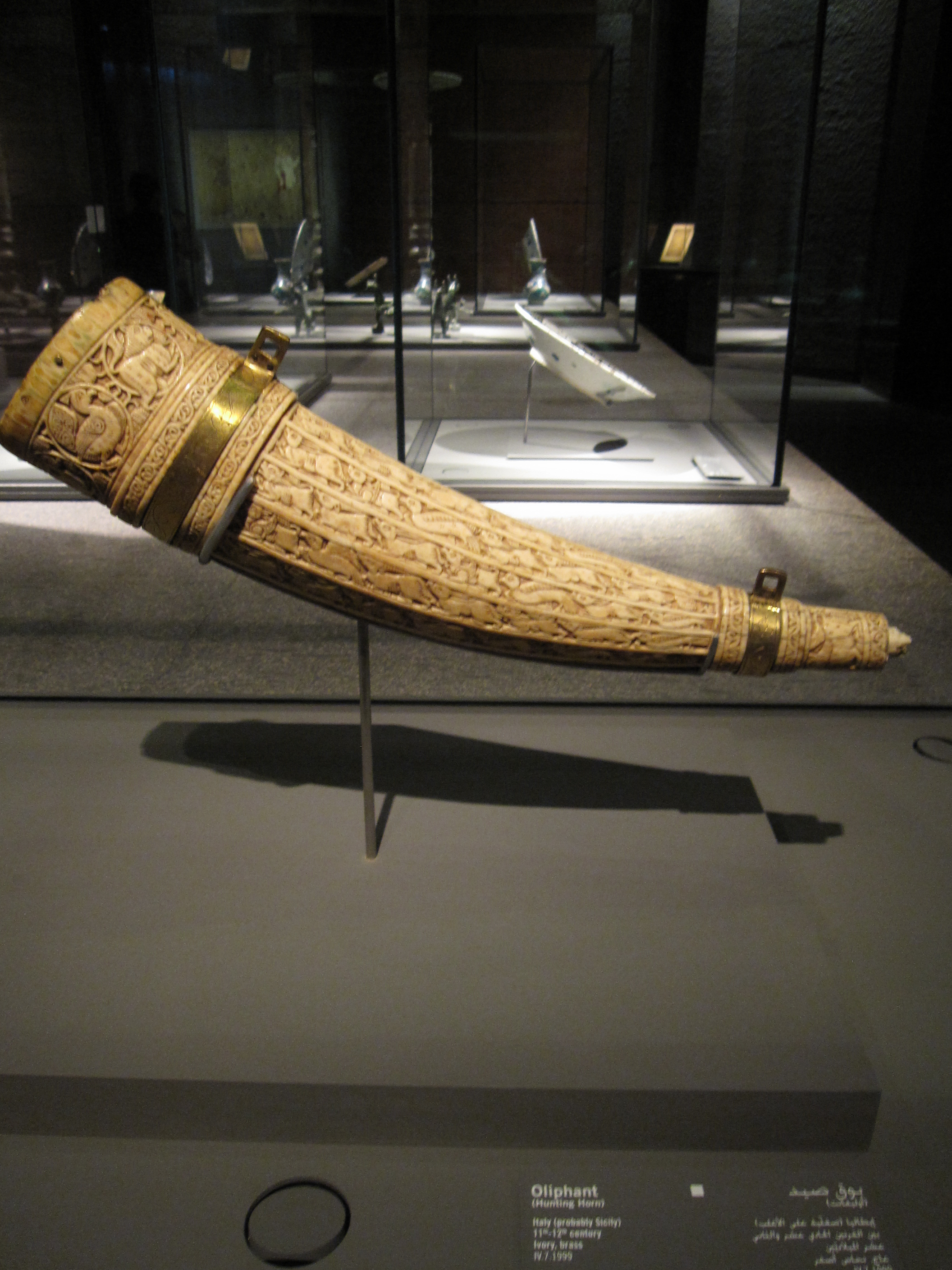
Olifant, Italie, XIe - XIIe siècle, ivoire sculptée.
Firman (édit impérial) du sultan Soliman le Magnifique, Istanbul, 1559[8].
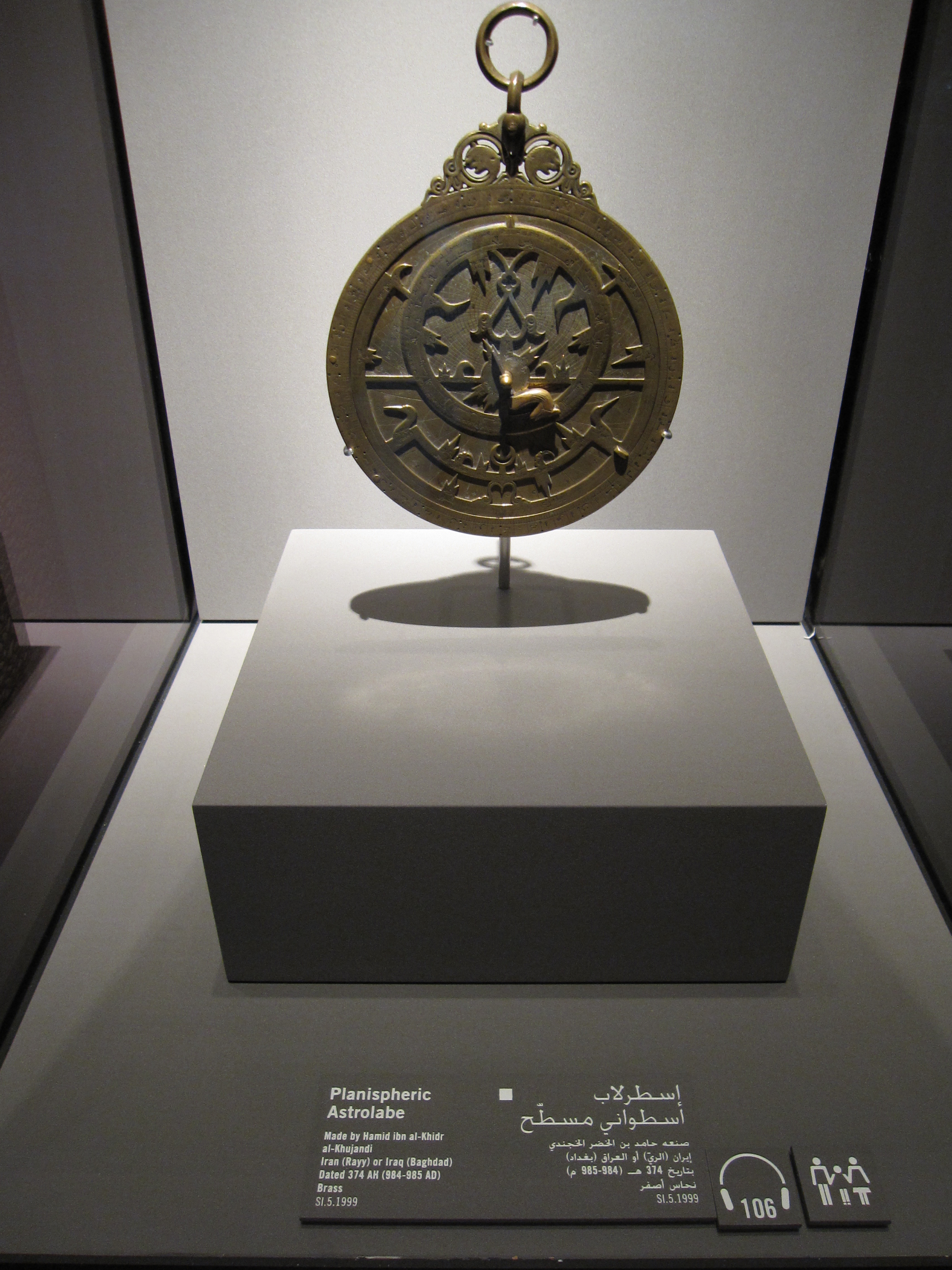
Astrolabe planisphérique, Iran (Ray) ou Irak (Bagdad), laiton coulé, 984-985[9].
Tissu, Iran, milieu du XVIIe siècle, velours de soie broché de fils d'or, vue d'ensemble.
Tissu, Iran, milieu du XVIIe siècle, velours de soie broché de fils d'or (détail).